# Cykloheksymid
Cykloheksymid (łac. Cicloheximidum) – organiczny związek chemiczny, antybiotyk o działaniu przeciwgrzybicznym produkowany przez promieniowce Streptomyces griseus, inhibitor biosyntezy białek u organizmów eukariotycznych.
Jest używany w przemyśle winiarskim, służy zapobieganiu wtórnej fermentacji, a także stabilizacji win.